# 千代幹也

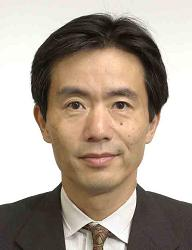

千代 幹也（ちしろ みきや、1952年11月16日 - ）は、日本の官僚。新関西国際空港会社代表取締役社長。元内閣総務官、内閣広報官。

## 人物
兵庫県出身。東京大学法学部第1類（私法コース）に進み、卒業後、運輸省に入省。内閣総務官時代の2010年8月13日、大阪地方裁判所に起こされた内閣官房機密費の使途開示を求めた訴訟に証人として出廷したが、中身については明かさなかった。

## 経歴
- 1976年（昭和51年）4月 - 運輸省入省
- 1981年（昭和56年） - 静岡県警察本部交通部交通企画課長
- 1983年（昭和58年） - 運輸省船員局船舶職員課補佐官

- 1996年（平成8年）7月 - 運輸省運輸政策局情報管理部調査課長
- 1997年（平成9年）1月 - 運輸省海上交通局港運課長
- 2000年（平成12年）6月 - 運輸省運輸政策局運輸産業課長
- 2001年（平成13年）1月 - 国土交通省航空局飛行場部　関西国際空港・中部国際空港監理官
- 2002年（平成14年）7月 - 内閣府政策統括官（経済財政、経済社会システム担当）付参事官(社会基盤担当)
- 2003年（平成15年）7月 - 内閣官房内閣審議官
- 2005年（平成17年）12月 - 内閣官房皇室典範改正準備室副室長命
- 2006年（平成18年）7月 - 内閣官房内閣総務官室内閣総務官、内閣官房皇室典範改正準備室長命
- 2010年（平成22年）8月 - 内閣広報官
- 2013年（平成25年）7月23日付で退官
- 2013年（平成25年）12月1日 - 西日本旅客鉄道株式会社アドバイザー、ジェイアール西日本不動産開発株式会社顧問[2]
- 2015年（平成27年）6月 - 西日本旅客鉄道株式会社常勤監査役（社外）
- 2019年（令和元年）6月 -  新関西国際空港会社代表取締役社長[3][4]、関西国際空港土地保有株式会社代表取締役社長[5]
- 2024年（令和6年）4月 - 瑞宝重光章受章[6]